# Mistrzostwa Europy w Lekkoatletyce 2014 – skok o tyczce kobiet
Skok o tyczce kobiet – jedna z konkurencji technicznych rozgrywanych podczas lekkoatletycznych mistrzostw Europy na Letzigrund Stadium w Zurychu.
Tytułu mistrzowskiego z 2012 roku nie obroniła Czeszka Jiřina Ptáčníková.

## Terminarz
| Data        | Godzina |            |
| ----------- | ------- | ---------- |
| 12 sierpnia | 10:30   | Eliminacje |
| 14 sierpnia | 19:19   | Finał      |

## Rekordy
Tabela prezentuje rekord świata, rekord mistrzostw Europy, najlepsze osiągnięcie na Starym Kontynencie, a także najlepszy rezultat na świecie w sezonie 2014 przed rozpoczęciem mistrzostw.
|                          | Zawodnik          | Wynik | Miejsce   | Data                  |
| ------------------------ | ----------------- | ----- | --------- | --------------------- |
| Rekord świata            | Jelena Isinbajewa | 5,06  | Zurych    | 28 sierpnia 2009(dts) |
| Listy światowe           | Fabiana Murer     | 4,80  | Nowy Jork | 2 marca 2013(dts)     |
| Rekord Mistrzostw Europy | Jelena Isinbajewa | 4,80  | Göteborg  | 12 sierpnia 2006(dts) |
| Rekord Europy            | Jelena Isinbajewa | 5,06  | Zurych    | 28 sierpnia 2009(dts) |

### Listy europejskie
Tabela przedstawia 10 najlepszych wyników uzyskanych w sezonie 2014 przez europejskie lekkoatletki przed rozpoczęciem mistrzostw.
| Lp. | Zawodniczka          | Wynik | Data       | Miejsce       |
| --- | -------------------- | ----- | ---------- | ------------- |
| 1.  | Lisa Ryzih           | 4.71  | 5 lipca    | Rottach-Egern |
| =1. | Ekaterini Stefanidi  | 4.71  | 18 lipca   | Monako        |
| 3.  | Anżelika Sidorowa    | 4.70  | 24 lipca   | Kazań         |
| 4.  | Angielina Krasnowa   | 4.65  | 29 maja    | Adler         |
| 5.  | Nikoleta Kiriakopulu | 4.63  | 9 maja     | Doha          |
| 6.  | Jiřina Svobodová     | 4.60  | 21 czerwca | Brunszwik     |
| 7.  | Marion Fiack         | 4.55  | 24 maja    | Pézenas       |
| =7. | Katharina Bauer      | 4.55  | 29 maja    | Bönnigheim    |
| =7. | Julija Gołubczikowa  | 4.55  | 29 maja    | Adler         |
| =7. | Nicole Büchler       | 4.55  | 1 lipca    | Olten         |
| =7. | Vanessa Boslak       | 4.55  | 2 lipca    | Blois         |

## Rezultaty

### Kwalifikacje
| Poz. | Grupa | Zawodniczka           | Reprezentacja | 4.00 | 4.15 | 4.25 | 4.35 | 4.45 | Rezultat | Uwagi |
| ---- | ----- | --------------------- | ------------- | ---- | ---- | ---- | ---- | ---- | -------- | ----- |
| 1    | A     | Carolin Hingst        | Niemcy        | –    | o    | o    | o    | o    | 4.45     | q     |
| 1    | A     | Jiřina Svobodová      | Czechy        | –    | –    | –    | o    | o    | 4.45     | q     |
| 3    | B     | Minna Nikkanen        | Finlandia     | –    | o    | o    | xo   | o    | 4.45     | q     |
| 3    | B     | Angielina Krasnowa    | Rosja         | –    | –    | –    | xo   | o    | 4.45     | q     |
| 5    | A     | Angelica Bengtsson    | Szwecja       | –    | o    | xo   | xo   | o    | 4.45     | q     |
| 6    | B     | Lisa Ryzih            | Niemcy        | –    | –    | –    | o    | xo   | 4.45     | q     |
| 6    | A     | Ekaterini Stefanidi   | Grecja        | –    | –    | –    | o    | xo   | 4.45     | q     |
| 8    | B     | Kira Grünberg         | Austria       | –    | o    | o    | xo   | xo   | 4.45     | q, NR |
| 8    | A     | Anżelika Sidorowa     | Rosja         | –    | –    | –    | xo   | xo   | 4.45     | q     |
| 10   | B     | Alona Łutkowska       | Rosja         | –    | –    | o    | xxo  | xo   | 4.45     | q     |
| 10   | A     | Tina Šutej            | Słowenia      | –    | o    | xo   | xo   | xo   | 4.45     | q     |
| 12   | B     | Marion Lotout         | Francja       | –    | xxo  | xo   | xo   | xo   | 4.45     | q     |
| 13   | B     | Nikoleta Kiriakopulu  | Grecja        | –    | –    | –    | o    | xxo  | 4.45     | q     |
| 14   | B     | Marion Fiack          | Francja       | o    | o    | o    | xo   | xxx  | 4.35     |       |
| 15   | B     | Anna Katharina Schmid | Szwajcaria    | –    | xo   | o    | xo   | xxx  | 4.35     | SB    |
| 16   | A     | Naroa Agirre          | Hiszpania     | o    | o    | xo   | xxo  | xxx  | 4.35     |       |
| 17   | B     | Katharina Bauer       | Niemcy        | –    | –    | o    | xxx  |      | 4.25     |       |
| 17   | A     | Vanessa Boslak        | Francja       | –    | –    | o    | xxx  |      | 4.25     |       |
| 17   | A     | Nicole Büchler        | Szwajcaria    | –    | –    | o    | xxx  |      | 4.25     |       |
| 17   | B     | Romana Maláčová       | Czechy        | –    | o    | o    | xxx  |      | 4.25     |       |
| 17   | A     | Sonia Malavisi        | Włochy        | –    | o    | o    | xxx  |      | 4.25     |       |
| 22   | B     | Roberta Bruni         | Włochy        | –    | xo   | o    | xxx  |      | 4.25     |       |
| 23   | B     | Caroline Bonde Holm   | Dania         | –    | xo   | xxo  | xxx  |      | 4.25     |       |
| 24   | B     | Marta Onofre          | Portugalia    | xo   | o    | xxx  |      |      | 4.15     |       |
| 25   | A     | Catia Pereira         | Portugalia    | xo   | xxx  |      |      |      | 4.00     |       |
| 25   | A     | Maria Eleonor Tavares | Portugalia    | xo   | xxx  |      |      |      | 4.00     |       |
| 27   | B     | Katrine Haarklau      | Norwegia      | xxo  | xxx  |      |      |      | 3.95     |       |
|      | A     | Hanna Shelekh         | Ukraina       | –    | r    |      |      |      | NM       |       |
|      | A     | Rebeka Šilhanová      | Czechy        | xxx  |      |      |      |      | NM       |       |

### Finał
| Pozycja | Zawodniczka          | Reprezentacja | 4,35 | 4,45 | 4,55 | 4,60 | 4,65 | Wynik | Uwagi |
| ------- | -------------------- | ------------- | ---- | ---- | ---- | ---- | ---- | ----- | ----- |
| 01 !    | Anżelika Sidorowa    | Rosja         | xo   | o    | o    | –    | xxo  | 4,65  |       |
| 02 !    | Ekateríni Stefanídi  | Grecja        | –    | o    | xo   | xo   | xxx  | 4,60  |       |
| 03 !    | Angielina Krasnowa   | Rosja         | –    | xo   | o    | xxo  | xxx  | 4,60  |       |
| 4.      | Lisa Ryzih           | Niemcy        | –    | xxo  | xo   | xxo  | xxx  | 4,60  |       |
| 5.      | Angelica Bengtsson   | Szwecja       | xxo  | o    | xxx  |      |      | 4,45  |       |
| 6.      | Jiřina Svobodová     | Czechy        | xo   | xxo  | xxx  |      |      | 4,45  |       |
| 7.      | Nikoleta Kiriakopulu | Grecja        | o    | xxx  |      |      |      | 4,35  |       |
| 7.      | Alona Łutkowska      | Rosja         | o    | –    | xxx  |      |      | 4,35  |       |
| 7.      | Minna Nikkanen       | Finlandia     | o    | xxx  |      |      |      | 4,35  |       |
| 10.     | Carolin Hingst       | Niemcy        | xxo  | xxx  |      |      |      | 4,35  |       |
| 10.     | Tina Šutej           | Słowenia      | xxo  | xxx  |      |      |      | 4,35  |       |
| –       | Kira Grünberg        | Austria       | xxx  |      |      |      |      | NM    |       |
| –       | Marion Lotout        | Francja       | xxx  |      |      |      |      | NM    |       |